# Raffaele Alberti
Raffaele Alberti (* 14. September 1907; † 6. Mai 1951 in Ferrara) war ein italienischer Motorradrennfahrer.

## Karriere
Raffaele Alberti war bereits vor dem Zweiten Weltkrieg ein erfolgreicher Rennfahrer. 1930 siegte er auf Ancora-Villiers beim auf dem Circuit Saint-Sauveur in Lugano ausgetragenen Großen Preis der Schweiz in der 175-cm³-Klasse. Im folgenden Jahr gewann er auf demselben Fabrikat das Circuito-del-Lario-Rennen am Comer See. 1933 siegte Alberti auf einer Benelli in der 175-cm³-Kategorie bei der IX. Raid Nord-Sud von Mailand nach Neapel.
Im Jahr 1948 gewann Alberti auf Morini die Italienische Straßenmeisterschaft in der 125-cm³-Klasse.
1950 und 1951 bestritt Raffaele Alberti auf F.B Mondial jeweils einen Grand Prix in der 125-cm³-Kategorie der Motorrad-Weltmeisterschaft.

### Tödlicher Unfall
Raffaele Alberti verunglückte am 6. Mai 1951 beim 125-cm³-Lauf des zur italienischen Meisterschaft zählenden Rennens Circuito di Ferrara auf einem dem Straßenkurs von Ferrara bei einem Massenunfall tödlich. Der Unfall wurde durch Antonio Ronchei ausgelöst, der in einer schnellen Linkskurve die zur Absicherung der Strecke aufgestellten Strohballen touchierte, stürzte und in der Mitte der Piste liegen blieb, was zu eines Massenkarambolage führte. Raffaele Alberti fuhr mit seiner F.B Mondial in die umherliegenden Trümmerteile, kam zu Sturz und verletzte sich dabei so schwer, dass er auf der Stelle verstarb.
Neben Alberti kam bei diesem Unfall auch dessen Teamkollege Guido Leoni ums Leben.
Nur zweieinhalb Monate später verunglückten die Moto-Guzzi-Werksfahrer Gianni Leoni und Sante Geminiani bei einem schweren Unfall im Training zum Ulster Grand Prix tödlich. Die Fahrer waren nicht miteinander verwandt oder verschwägert.

## Statistik

### Erfolge
- 1948 – Italienischer 125-cm³-Meister auf Morini

### In der Motorrad-Weltmeisterschaft
| Saison | Klasse  | Motorrad    | Rennen | Siege | Podien | Punkte | Ergebnis |
| ------ | ------- | ----------- | ------ | ----- | ------ | ------ | -------- |
| 1950   | 125 cm³ | F.B Mondial | 1      | –     | –      | 2      | 7.       |
| 1951   | 125 cm³ | F.B Mondial | 1      | –     | –      | 3      | 10.      |
| Gesamt | Gesamt  | Gesamt      | 2      | 0     | 0      | 5      |          |

## Verweise